# NBA All-Star Game 1986
Le NBA All-Star Game 1986 s’est déroulé le 9 février 1986 dans la Reunion Arena de Dallas.

## Effectif All-Star de l’Est
- Moses Malone (76ers de Philadelphie)
- Julius Erving (76ers de Philadelphie)
- Larry Bird (Celtics de Boston)
- Michael Jordan (Bulls de Chicago)
- Buck Williams (New Jersey Nets)
- Sidney Moncrief (Bucks de Milwaukee)
- Kevin McHale (Celtics de Boston)
- Robert Parish (Celtics de Boston)
- Isiah Thomas (Pistons de Détroit)
- Dominique Wilkins (Hawks d’Atlanta)
- Patrick Ewing (Knicks de New York)
- Maurice Cheeks (76ers de Philadelphie)
- Jeff Malone (Washington Bullets)

## Effectif All-Star de l’Ouest
- Kareem Abdul-Jabbar (Lakers de Los Angeles)
- Magic Johnson (Lakers de Los Angeles)
- James Worthy (Lakers de Los Angeles)
- Hakeem Olajuwon (Rockets de Houston)
- Adrian Dantley (Jazz de l'Utah)
- Ralph Sampson (Rockets de Houston)
- Alvin Robertson (Spurs de San Antonio)
- Marques Johnson (Los Angeles Clippers)
- Alex English (Nuggets de Denver)
- Clyde Drexler (Trail Blazers de Portland)
- Artis Gilmore (Spurs de San Antonio)
- Rolando Blackman (Mavericks de Dallas)

## Concours
Vainqueur du concours de tir à 3 points : Larry Bird
Vainqueur du concours de dunk : Spud Webb